# سياران فوي
سياران فوي (بالإنجليزية: Ciarán Foy)‏ من مواليد 1979 هو مخرج و كاتب سينمائي أيرلندي ، اشتهر بكتابة وإخراج للفيلم الضحية 2.

## مساره المهني
تخرج سياران فوي من مدرسة السينما الوطنية. و في عام 2006 قام بإخراج فيلم قصير أسوار بلاك هيث وودز حائزًا على جوائز استنادًا إلى نصه الخاص. و في عام 2012 ، كتب و أخرج أول فيلم سينمائي له القلعة فاز بالعديد من الجوائز. و قام بعد ذلك بإخراج فيلم الرعب الخارق الضحية 2 لـ شركة بلمهوس برودكشنز.

## وصلات خارجية
- سياران فوي على موقع IMDb (الإنجليزية)
- سياران فوي على موقع ألو سيني (الفرنسية)
- سياران فوي على موقع أول موفي (الإنجليزية)
- سياران فوي على موقع قاعدة بيانات الأفلام السويدية (السويدية)
- سياران فوي على موقع قاعدة بيانات الفيلم (الإنجليزية)
- سياران فوي على موقع كينوبويسك (الروسية)